# Free Running (videogioco)
Free Running è un videogioco con tema sportivo, in cui il protagonista impersona un free runner, ossia un atleta che pratica free running e parkour.

## Trama
Il protagonista inizia con degli allenamenti che hanno come maestro Sébastien Foucan, uno dei Free Runner più importanti al mondo. Successivamente si possono sbloccare tre zone, la "Giungla urbana" composta dalla palestra (dove il protagonista si potrà allenare con Foucan), dalla casa, dalle abitazioni e dal mulino. La zona 2 è la "Zona portuale", composta dal porto, dalla nave da carico e dal magazzino. La terza zona è quella del "Centro città", composta dalla piazza, dal condominio e dal cantiere. Gli altri Free Runners che si incontrano durante il gioco sono tutti membri della crew Urban Freeflow.

## Personaggi
- Sébastien Foucan: uno dei più famosi Free Runners al mondo, interpreta se stesso nel ruolo di maestro, inizialmente, e, avanzando nel gioco, di sfidante;
- Ez: amico di Sebastien, interpretato da Paul Corkery;
- Bam: amico di Sebastien, interpretato da Ben Milner;
- Blue: amico di Sebastien, interpretato da Paul Joseph;
- Asid: amico di Sebastien, interpretato da Yusuf Yirtic;
- Hasan: amico di Sebastien, interpretato da Hasan Yirtic;
- Kiell: amico di Sebastien, interpretato da Andy Day;
- Kerbie: amico di Sebastien, interpretato da John Kerr;
- Sticky: amico di Sebastien, interpretato da Jonathon Budden;